# Les Quatre Saisons (film)
Pour les articles homonymes, voir Les Quatre Saisons (homonymie).
Pour plus de détails, voir Fiche technique et Distribution.
Les Quatre Saisons (The Four Seasons) est un film américain réalisé par Alan Alda, sorti en 1981.

## Fiche technique
- Titre original : The Four Seasons
- Titre français : Les Quatre Saisons
- Réalisation : Alan Alda
- Scénario : Alan Alda
- Décors : Jack T. Collis[1]
- Costumes : Jane Greenwood
- Photographie : Victor J. Kemper
- Montage : Michael Economou
- Musique :
- Production : Martin Bregman
  - Production déléguée : Louis A. Stroller
  - Production associée : Michael Economou
- Société(s) de production : Universal Pictures
- Société(s) de distribution :  Universal Pictures
- Pays de production : États-Unis
- Année : 1981
- Langue : anglais
- Format : couleur (Technicolor) – 35 mm – 1,85:1 – mono
- Genre : comédie dramatique
- Durée : 107 minutes
- Dates de sortie : 
  - États-Unis : 22 mai 1981
  - France : 7 octobre 1981
- Affiche : Bill Gold (États-Unis)

## Distribution
- Alan Alda : Jack Burroughs
- Carol Burnett : Kate Burroughs
- Len Cariou : Nick Callan
- Sandy Dennis : Anne Callan
- Rita Moreno : Claudia Zimmer
- Jack Weston : Danny Zimmer
- Bess Armstrong : Ginny Newley (Callan)
- Elizabeth Alda : Beth Burroughs
- Beatrice Alda : Lisa Callan
- Robert Hitt : Room Clerk
- Kristi McCarthy : Waitress
- David Stackpole : Docteur

## Distinctions

### Récompenses
- Bodil 1982 :
  - Meilleur film non-européen pour Alan Alda

### Nominations
- Golden Globes 1982 :
  - Meilleur film musical ou de comédie
  - Meilleure actrice dans un film musical ou une comédie pour Carol Burnett
  - Meilleur acteur dans un film musical ou une comédie pour Alan Alda
  - Meilleur scénario pour Alan Alda
- Writers Guild of America Awards 1982 :
  - Best Comedy Written Directly for the Screen pour Alan Alda